# Im Reiche des silbernen Löwen III
Im Reiche des silbernen Löwen III ist eine Reiseerzählung von Karl May. Das Buch erschien im Herbst 1902 als Band 28 von Karl May’s gesammelten Reiseerzählungen und ist Teil der Tetralogie, die mit Im Reiche des silbernen Löwen I–II begann.
Das erste Kapitel (In Basra) entstand 1898 und steht völlig in der Tradition der abenteuerlichen Reiseromane. Der Rest des dritten Bandes wurde im ersten Halbjahr 1902 geschrieben und gehört zu Mays Spätwerk.
1912 erschien eine illustrierte Ausgabe mit Bildern von Claus Bergen.

## Inhalt
In Basra begegnen Kara Ben Nemsi und Hadschi Halef Omar überraschenderweise Sir David Lindsay. Sie beschließen, gemeinsam nach Schiras zu reisen, werden aber versehentlich getrennt.
Halef erhält – durch einen Irrtum des Boten – einen Brief, der für den Sill Ghulam el Multasim bestimmt ist. Er nimmt den Brief an sich, und die beiden verlassen Basra.
Auf ihrem Weg werden sie nachts überfallen und all ihrer Waffen und Pferde beraubt. Während der Verfolgung der Schurken treffen sie auf eine Reitertruppe, die ihnen wieder zu ihrem Eigentum verhilft. Zum Dank sollen Kara und Halef, der langsam krank wird, sich an einem Feldzug gegen den Stamm der Dschamikun beteiligen. Beide stimmen zu.
Bei der Verfolgung eines rätselhaften Fakirs stellt sich heraus, dass dieser der Scheik der Dschamikun ist und sich selbst Pedehr nennt. Er informiert Kara und Halef, dass sowohl der Raub als auch die Wiederbeschaffung ihrer Waffen und Pferde inszeniert waren, um sich ihrer Dankbarkeit und Mithilfe zu versichern. Kara und Halef beschließen daraufhin, ihre „Gefährten“ in einen Hinterhalt der Dschamikun zu locken. Das gelingt, aber Halef bricht schwerkrank zusammen. Auch Kara ist schwer typhuskrank.
Beide werden in das Tal der Dschamikun gebracht und dort von Schakara gepflegt. Schakara ist eine Urenkelin von Marah Durimeh und wurde einst (siehe Durchs wilde Kurdistan) von Kara Ben Nemsi gerettet. Während Kara sich allmählich erholt, kämpft Halef noch immer um sein Leben. Um seine Lebensgeister zu wecken, werden Hanneh und Kara Ben Halef geholt.
Kara Ben Nemsi lernt Pekala und Tifl kennen. Kara Ben Halef unternimmt mit letzterem einen Ritt in die Umgebung. Dort treffen sie auf Scheik Hafis Aram und dessen Frau, die wegen Mordes von persischen Soldaten verfolgt werden. Sie bringen die beiden ins Tal der Dschamikun. Als auch die Verfolger dort eintreffen, wird deren Anführer – ein Sill – gefangen genommen. Er droht mit Blutrache.
Der Sohn des Ermordeten, der Bluträcher, ist Ghulam el Multasim. Auch Ahriman Mirza kommt zu den Dschamikun und kündigt deren Ende an.
Geplant ist ein großes Wettrennen, bei dem die besten Pferde gegeneinander antreten sollen. Der Wettstreit soll alles entscheiden.

## Entstehung und Deutung
Der Roman Im Reiche des silbernen Löwen III (1902) ist zusammen mit dem zweiten Band Im Reiche des silbernen Löwen IV (1903) ist laut Hermann Wohlgschaft einer der eigenartigsten Schlüsselromane der deutschen Literatur.
Karl Mays Ehekrise, die Trennung von Emma und die Verbindung mit Klara, aber auch die Auseinandersetzung des Schriftstellers mit sich selbst und seinen literarischen Widersachern und überhaupt alle wichtigen Ereignisse seines Lebens, speziell in den Jahren 1899 bis 1903, spiegeln sich – mehrfach kodiert, poetisch verdichtet und theologisch reflektiert – in den Schlussbänden des Silberlöwen.
Emphatisch hat sich der Autor in verschiedenen Dokumenten über den Silberlöwen III/IV geäußert. Adele Einsle z. B. (der Mutter eines Münchner Gymnasiasten, mit dem Karl May seit Anfang 1903 sehr herzliche Briefe wechselte) teilte er am 21. Dezember 1902 mit: Dieser Roman „ist hochinteressant, weil er meine einzige Antwort an meine Feinde enthält!“ Und drei Tage später schrieb er an Friedrich Ernst Fehsenfeld:

„Bemerken Sie, daß mit Band IV eine neue Aera angebrochen ist? Der bisher so schweigsame 'Silberlöwe' tritt endlich, endlich aus seiner Felsenverborgenheit hervor. Das drohende 'Rrrrad!' erklingt […] Merken nun auch endlich Sie, wie Karl May gelesen werden muß? […] Sie werden dann finden, daß Sie etwas ganz Anderes drucken ließen, als Sie glaubten! Unsere Bücher sind für Jahrhunderte bestimmt […] [Sie] müssen selbst der Blindheit beide Augen öffnen. Also: MEINE ZEIT IST ENDLICH DA!“

Am 21. Januar 1903 schrieb er an Willy Einsle:

„Was May beschreibt, bezieht sich auf die greifbare Körperwelt. Der Sinn aber und die Bedeutung offenbaren ganz andere Gebiete. Nur die Blindheit, die das nicht sieht, kann seine Feindin werden. Daher sein Mitleid und sein Schweigen! 
Bitte, mein lieber, junger Freund, nehmen Sie den dritten Band des „Silberlöwen“ her, damit ich Ihnen einige Winke gebe! 
Ein Aufwärtsritt von Basra nach den kurdischen Bergen. Basra Sumpf, Ansteckung. Auf den Bergen Reinheit, Genesung. Lesen Sie aufmerksam, so finden Sie, daß dieser Ritt nicht nur aus dem geographischen, sondern auch aus dem geistigen Sumpfe zur Genesung aufwärts führt. Wir werden bessere, edlere, höherdenkende Menschen. Und Alles, was leiblich vorhanden ist, ist auch geistig zu betrachten. Und was die Körper thun, vollzieht sich ganz genau auch ebenso auf unsichtbaren Gebieten. Wer sind die metaphysischen Dschamikun, die Massaban...? Wer ist der Ustad, der Pedehr, der Mirza, der Bluträcher, der Tifl, die Pekala...? Wer sind unsere Pferde alle, welche wettzurennen haben, und welches muß in Folge dessen siegen? Was hat das Beit-y-Chodeh, das Riesenmauerwerk, das Alabasterzelt zu bedeuten? Verlegen Sie das Alles einmal nach Deutschland her, in unsere geistige Welt! Mehr will ich Ihnen heut nicht sagen. 
Vielleicht ahnen Sie nun, wie meine Bücher gelesen werden müssen, die keinesweges für „Jungens geschrieben sind“, wie meine Feinde behaupten!“

Die zweifellos schwierige, immer nur annäherungsweise mögliche Interpretation dieses rätselhaften, in seinen Hauptpartien heterogenen und dennoch „ästhetisch bedeutsamsten“ Werks Karl Mays setzt die Kenntnis seiner biographischen Hintergründe und seiner Entstehungsgeschichte voraus.
Ende Juli 1901 kündigte May dem Verleger Fehsenfeld die Schlussbände des Silberlöwen an. Das erste Kapitel des 1902 zu Ende gebrachten Silberlöwen III ist mit den 1898 verfassten Manuskriptseiten identisch, die – nach der ursprünglichen Planung – die Hausschatz-Erzählung Am Turm zu Babel fortsetzen sollten und die sich May im Juni 1901 von Pustet zurückschicken ließ. Den Schluss (S. 58–66 der Fehsenfeld-Fassung) hat der Schriftsteller im Frühjahr 1902 korrigiert und erweitert. Auch den früheren Manuskript-Titel Der Löwe von Farsistan änderte May: In Basra heißt nun die Überschrift des einleitenden Buchkapitels.
Im April 1902 erhielt Fehsenfelds Drucker Felix Krais den ersten Teil des neuen Manuskripts, dessen Niederschrift Karl May in der Nacht zum 9. Februar begonnen hatte. Unter dem Titel Am Tode. Reiseerzählung von Karl May wurde dieser Abschnitt von Mitte Februar bis Ende April 1902 im Koblenzer Rhein- und Moselboten – einer katholischen Zeitung – vorabgedruckt: durch Johann Dederle, den mit May befreundeten ehemaligen Redakteur der Dortmunder Tremonia. Der Journal-Text entsprach dem zweiten Kapitel Ueber die Grenze und einem Teil des dritten Kapitels Am Tode in der künftigen Buchfassung des Silberlöwen III (S. 67–266).
Die oberschichtige Fabel verschlüsselt in oft mehrdeutigen Formulierungen die aktuelle Situation Karl Mays, zum Beispiel dessen zum Teil blamable Fehde mit dem Kölner Bachem-Verlag und mit Hermann Cardauns. Den zentralen Punkt bildet das „Reiten“ – nach Ulrich Schmid eine Metapher für die schriftstellerische Tätigkeit Mays: „Aus diesem grundlegenden Bauelement entwickelt sich eine Fülle von Gleichsetzungen, bis in die Details hinein, durch die die scheinbare 'Räubergeschichte' überlagert und letztlich strukturiert wird.“
Die Erzählung enthält sehr zahlreiche chiffrierte Anspielungen auf den Lebensweg des Autors: unter anderem auf seine Glaubenskämpfe, seinen literarischen Werdegang, seine Kolportageromane, seine Schaffenskrisen, seine Lesergemeinde, seine Kontrahenten, seine diversen Verleger und deren Umgang mit seinen Werken. Die Charaktere der Protagonisten sind „auf mehrere Bedeutungsebenen bezogen“ und „aus unterschiedlichen Wirklichkeitssegmenten realer Personen“ aus dem Umfeld des Autors zusammengesetzt. „Dieser Wechsel der Bezugsebene macht eine Deutung schwierig, zumal sich bei einzelnen Figuren die Funktion und damit auch ihre Kennzeichnung mit der fortschreitenden Handlung wandeln.“
Laut Ulrich Schmid ist Am Tode die erste Erzählung Karl Mays, die eine symbolische Darstellungsweise eindeutig erkennen lässt.
Gleichzeitig mit dem Vorabdruck des Romanteils Am Tode im Rhein- und Moselboten bereitete May die Buchfassung des Silberlöwen III für Fehsenfeld vor. Bis Anfang Juli 1902 waren der den Journal-Text weiterführende Rest des dritten Buchkapitels Am Tode sowie das vierte Kapitel Ein Bluträcher abgeschlossen. Wenig später wurde das Schlusskapitel Ahriman Mirza fertiggestellt. Im August 1902 konnte der Silberlöwe III als Band XXVIII der Freiburger Reihe erscheinen.
„Mays körperliche und seelische Verfassung entsprach um diese Zeit ganz dem Zustand, den das Titelwort Am Tode umschreibt!“ Der öffentliche Streit um seine Person und die zerbrechende Ehe verdichteten sich zu einem privaten Dilemma, das den Schriftsteller krank machte.
Nach Fertigstellung des Manuskripts trat May am 21. Juli 1902 eine Reise an, die zur Trennung von seiner bisherigen Ehefrau Emma und zur Bindung des Schriftstellers an Klara führte. Diese Reise und die anschließenden Turbulenzen erzwangen eine vier Monate lange Unterbrechung der Arbeit am Silberlöwen.

## Anonyme Denunziation und kurzer Prozess in Rom
Ende März 1910 erreichte ein am 20. März verfasstes fünfseitiges, anonymes Anklageschreiben die Indexkongregation in Rom. Die sechs von dem unbekannten deutschen Denunzianten für anstößig gehaltenen Werke waren die – in falscher Chronologie genannten – Bände Im Reich des silbernen Löwen III (1902) und IV (1903), Am Jenseits (1899), Und Friede auf Erden! (1904) sowie Ardistan und Dschinnistan I und II (1909). Die Vorwürfe lauteten auf dogmenloses Christentum, Kritik an allen Konfessionen, also einschließlich der katholischen, allgemeine Religion, religiöse Gleichgültigkeit, Spiritismus, Monismus und Pantheismus. Der Sekretär der zuständigen Kongregation, der deutsche Dominikaner Thomas Esser, gab am 20. Mai 1910 kurz und knapp zu Protokoll:

„Ein gewisser anonymer Deutscher meldet dieser Hl. Kongregation die Werke des verdächtigen Autors Karl May. Weil es sich um einen nicht-katholischen Autor handelt, über dessen Leben und Werken verschiedene Zeitungen unterschiedliche Gerüchte und Ansichten verbreiten, wurde in der Sache entschieden: Wegen des Sachverhalts ist bei der gegenwärtigen Lage nichts zu unternehmen.“